# Quatretonda
Quatretonda és un municipi del País Valencià situat a la comarca de la Vall d'Albaida.

## Geografia
Es troba en un terreny relativament pla de terres secanes (taps i llacorelles) en un terme allargat en rectangle de NE a SO i altituds que van des dels 673 msnm de l'alt de l'Hedra, nord, fins als escassos 145 msnm en la confluència dels barrancs de Torrella i Pilarets. Delimita amb els municipis de Barxeta, Simat i Barx (N), Pinet i Llutxent (E), La Pobla del Duc (S) i Benigànim (O).
La vila de Quatretonda se situa entre el barranc de les Fontetes d'una banda, i la Séquia, on es trobava la poassa, de l'altra. El nucli urbà es desenvolupà sobre un xicotet tossal, al centre del qual i, on es fa l'eixample produït per l'encreuament dels camins, es troba la plaça principal, centre polític i econòmic de la població, ja que concentra l'església parroquial dedicada als Sants Joans. Enfront mateixa de l'anomenada casa de la Vila, hui biblioteca municipal, per haver-se traslladat la casa Consistorial a les dependències de l'antiga caserna, a més, també trobem, algunes cases senyorials del segle xvi.
Des de València, s'arriba a Quatretondeta a través de la A-7 per a enllaçar amb la N-340 i la CV-612.

## Història
El primer document històric que fan referència a Quatretonda es troba, com en molts altres pobles valencians, en la documentació creada a partir de la conquesta cristiana del segle xiii. És, doncs, en el Llibre del Repartiment on trobem que, en l'assentament núm. 1975 es referencien les donacions fetes pel monarca Jaume I en terme de Llutxent: «A Pasqual d'Opte i a Doménec de Moia, i a vint pobladors que duien […] totes en les alqueries que s'anomenen Quartonda i Vinuvayra. 7 de maig. 1248».
Per a trobar vestigis anteriors a eixa etapa cal buscar en la toponímia i l'arqueologia. Així, diversos autors han parlat del component ibèric del nom Quatretonda; uns altres, en canvi, l'han situat en època romana. En qualsevol cas, el fet és que s'han trobat al terme jaciments de l'edat del bronze i ibèrics a les partides dels Castellarets, font de Mahiques i Nul·les, així com restes romanes a Simona i Sant Martí.
Durant els segles XIII, XIV i XV es va assentar de la nova població cristiana, dins del marc territorial conegut com a Baronia de Llutxent, de la qual Quatretonda passa a formar part com un dels seus carrers.
Amb el segle xvi Quatretonda viu un dels moments clau de la seua història, quan s'erigix en una nova vila per privilegi atorgat pel mateix rei Felip I de València, que la va declarar independent jurídicament i territorial, gràcies, sobretot, al creixement econòmic i demogràfic.
Des de llavors la nova vila jugarà un paper determinant dins la Baronia de Llutxent, un marc senyorial que s'allargarà fins al segle xix, en què amb la desaparició de l'Antic Règim, Quatretonda es conforma en la unitat territorial que coneixem hui, ja que al terme que fins aquell moment únicament incloïa les terres del pla, s'unirà ara, amb el procés desamortitzador, la part de la serra, un patrimoni econòmic, natural i històric de gran valor, a partir del qual s'assentarà el progrés de la població al llarg del segle xx.

## Demografia
| 1990  | 1992  | 1994  | 1996  | 1998  | 2000  | 2002  | 2004  | 2005  | 2009  | 2019  |
| ----- | ----- | ----- | ----- | ----- | ----- | ----- | ----- | ----- | ----- | ----- |
| 2.637 | 2.585 | 2.594 | 2.570 | 2.511 | 2.549 | 2.530 | 2.529 | 2.540 | 2.513 | 2.212 |

## Economia
Tot i tractar-se d'un poble eminentment agrari, presenta un 38% de la població destinada al sector terciari, quan la mitjana de la comarca és de 32%. Amb tot, l'agricultura encara és l'element més definitori de la idiosincràsia econòmica local, que a més ha viscut una etapa de renovellament des que s'instal·là el reg gota a gota, després de diversos intents de practicar altres tècniques de regadiu.
La indústria, principalment de mobles de canya i terratzo, no és encara rellevant. El percentatge d'ocupació per sectors econòmics és el següent: agricultura 34%, indústria 15,7%, construcció 12,5% i serveis 37,9%.

### Sector primari

#### Distribució conreus
- Albercoquers: 2.568 fanecades
- Hortalisses: 2.364 fanecades
- Vinyes: 2.508 fanecades
- Altres: 2.760 fanecades

Dedicada a la comercialització agrícola hi ha la Cooperativa Vinícola de Quatretonda, que canalitza la producció a més de dinamitzar tota una sèrie de serveis com són la secció de regadiu, l'economat, la venda de productes i adobs, així com les seccions d'almàssera i de crèdit, que recentment han donat lloc a la constitució de la Caixa Rural i d'una almàssera comarcal Olival, que agrupa 17 antigues cooperatives de la Vall d'Albaida, situada en l'antiga planta alcoholera.

#### Unitats ramaderes
- Aus: 630.000
- Porcs: 231
- Altres: 16.000

### Indicadors socioeconòmics
- Índex d'envelliment (+64 anys): 17.3
- Superfície forestal: 66.5
- Vehicles per 100 habitants: 42.2
- Consum d'energia elèctrica: 1.7 Mw-hora/hab.

## Política i govern

### Composició de la Corporació Municipal
El Ple de l'Ajuntament està format per 11 regidors. En les eleccions municipals de 26 de maig de 2019 foren elegits 5 regidors de Compromís per Quatretonda (Compromís), 4 del Partit Popular (PP) i 2 del Partit Socialista del País Valencià (PSPV-PSOE).
| Eleccions municipals de 26 de maig de 2019 - Quatretonda |                                          |                                     |                                     |        |          |          |
| Candidatura | Candidatura                              | Candidatura                         | Cap de llista                       | Vots   | Vots     | Regidors |
| | Compromís per Quatretonda                |                                     | Aina Benavent Giménez               | 662    | 43,44%   | 5 (+2)   |
| | Partit Popular                           |                                     | Justo Oltra Benavent                | 510    | 33,46%   | 4 (-1)   |
| | Partit Socialista del País Valencià-PSOE |                                     | Juan Francisco Oltra Guerola        | 344    | 22,57%   | 2 (-1)   |
| | Vots en blanc                            |                                     |                                     | 8      | 0,52%    |          |
| Total vots vàlids i regidors | Total vots vàlids i regidors             | Total vots vàlids i regidors        | Total vots vàlids i regidors        | 1.524  | 100 %    | 11       |
| | Vots nuls                                | Vots nuls                           | Vots nuls                           | 6      | 0,39%    |          |
| Participació (vots vàlids més nuls) | Participació (vots vàlids més nuls)      | Participació (vots vàlids més nuls) | Participació (vots vàlids més nuls) | 1.530  | 80,15%** |          |
| Abstenció | Abstenció                                | Abstenció                           | Abstenció                           | 379*   | 19,85%** |          |
| Total cens electoral | Total cens electoral                     | Total cens electoral                | Total cens electoral                | 1.909* | 100 %**  |          |
| Alcaldessa: Aina Benavent Giménez (Compromís) (15/06/2019) Per ser la llista més votada, després de no haver obtingut majoria absoluta dels regidors (5 vots de Compromís) |                                          |                                     |                                     |        |          |          |
| Fonts: JEC, JEZ Xàtiva, M. Interior, Periòdic Ara. (* No són vots sinó electors. ** Percentatge respecte del cens electoral.)                                              |                                          |                                     |                                     |        |          |          |

### Alcaldes
Des de 2015 l'alcaldessa de Quatretonda és Aina Benavent Giménez de Compromís per Quatretonda (Compromís).
| Període                       | Alcalde o alcaldessa                               | Partit polític      | Data de possessió     | Observacions       |
| ----------------------------- | -------------------------------------------------- | ------------------- | --------------------- | ------------------ |
| 1979–1983                     | Enrique Oltra Margarit                             | PSPV-PSOE           | 19/04/1979            | --                 |
| 1983–1987                     | Enrique Oltra Margarit                             | PSPV-PSOE           | 28/05/1983            | --                 |
| 1987–1991                     | Juan Mahiques Benavent                             | AP                  | 30/06/1987            | --                 |
| 1991–1995                     | José Vidal Oltra                                   | PP                  | 15/06/1991            | --                 |
| 1995–1999                     | José Vidal Oltra                                   | PP                  | 17/06/1995            | --                 |
| 1999–2003                     | Salvador Climent Alberola Ángel Fortuño Sentandreu | Bloc PSPV-PSOE      | 03/07/1999 08/07/2001 | Pacte de govern -- |
| 2003–2007                     | Ángel Fortuño Sentandreu Rafael Benavent Vidal     | PSPV-PSOE Bloc      | 14/06/2003 09/06/2006 | Pacte de govern -- |
| 2007–2011                     | Rafael Benavent Vidal David Mahiques Alberola      | Bloc PSPV-PSOE      | 19/06/2007 19/06/2009 | Pacte de govern -- |
| 2011–2015                     | José Luis Oltra-Ferrero Maria                      | PP                  | 11/06/2011            | --                 |
| 2015–2019                     | Enrique Benavent Oltra Aina Benavent Giménez       | PSPV-PSOE Compromís | 13/06/2015 09/06/2017 | Pacte de govern -- |
| 2019-2023                     | Aina Benavent Giménez                              | Compromís           | 15/06/2019            | --                 |
| Des de 2023                   | n/d                                                | n/d                 | 17/06/2023            | --                 |
| Fonts: Generalitat Valenciana |                                                    |                     |                       |                    |

## Patrimoni arquitectònic i natural
Dins del patrimoni monumental de Quatretonda destaca l'església parroquial dels segles xvi i xvii, destacant la portada renaixentista, senzilla però elegant, així com l'esvelta torre-campanar d'estil barroc, però amb reminiscències del gòtic, tal com passa amb la fàbrica de l'edifici, d'una nau amb capelles entre contraforts.
D'època barroca també és l'ermita de Sant Josep, així com la portada de l'antiga Casa de la Vila. Dins del nucli urbà es poden contemplar encara alguns habitatges d'època renaixentista, així com un ric conjunt de ceràmica popular devocional, coneguda com els santets dels carrers.
Dins del patrimoni natural destaca en el seu conjunt la Serra de Quatretonda, on es poden trobar paratges com ara el barranc de l'Aigua, la Falaguera, els Escudellers, el Buixcarró amb la singular pedrera o el Xim, entre d'altres. Destaca també l'Avenc de Quatretonda, apte per a la pràctica i ensenyament de l'espeleologia.
La font Vella, amb el seu llavador, cava i font, ha sigut restaurada i constituïx un paratge singular situat al barranc de les Fontetes, prop de la població.

## Monuments
- Església Parroquial. Està dedicada als Sants Joans i és del segle xvi. Té una torre hexagonal de carreus acabat en 1604; en la capella de la comunió hi ha unes magnífiques pintures murals, realitzades per Miguel Vaquerer en 1965. Va ser nomenada com a rectoria en 1530 i filial de la de Llutxent fins a 1902, quan va ser ascendida a parròquia. Dalt del tossal pròxim a la població està l'ermita de Sant Josep.

- Casa de la Bastida. Es tracta d'un alberg turístic situat a la menuda localitat de Pla de Corrals, al mig de la serra, que oferix entreteniment i activitats en la naturalesa. La serra de Quatretonda posseïx una enorme riquesa i varietat botànica, amb plantes com ara el timó o el romaní; la població de pins és molt rica encara que menor en les últimes dècades a conseqüència de diversos incendis produïts per les altes temperatures de la zona a l'estiu.

## Festes locals
- Festes Patronals. Abans se celebraven del 6 al 10 de setembre, en honor de la Mare de Déu del Rosari, Divina Aurora, Crist de la Fe i Sant Josep. Ara se celebren el primer cap de setmana de setembre.

- Llocs d'oci. Hi ha diversos llocs d'oci a la població, com ara bars o pubs. Un d'ells és el pub "Sarau", que duu en actiu 26 anys i que està en constants renovacions.
- Festes de Sant Pere. Abans se celebraven del 28 de juny al 2 de juliol. Ara se celebren l'últim cap de setmana de juny. Consten d'una programació en què prenen el protagonisme els bous al carrer, a més dels tradicionals esmorzars i els sopars populars amb ball.